# Dante Santiago Anzolini
El Maestro Dante Santiago Anzolini ha dirigido con gran suceso en Europa, los Estados Unidos, Sudamérica y Sudáfrica. Su amplio repertorio incluye músicas de todos los estilos, habiendo dirigido conciertos sinfónicos, operas, ballets, además de presentaciones de diversos géneros como la música pop, el jazz, música de películas. El Mo. Dante Santiago Anzolini privilegia tanto su relación con las grandes músicas del pasado, que en su opinión son la propia demostración de la inmortalidad de sus creadores, como el estreno de nuevas músicas y el apoyo a los jóvenes compositores, que deben ser defendidos y ayudados para que puedan convertirse en la tradición del futuro. Ha dirigido numerosos estrenos mundiales tanto de piezas orquestales como óperas y ballets.
Como compositor ha escrito ya numerosas obras. Algunas que aguardan su estreno, pero que profundizan una intensa relación con el autor, que no procura otra intención o resultado que el propio placer en la introspección en su lenguaje: se entiende la creación misma como motor activo de sus necesidades íntimas. El estilo de su música es multifacético y se nutre tanto de fuentes en Bach, Mahler, el último Mozart, pero además enhebra relaciones de admiración y homenaje a Bela Bártok, al último Beethoven, el primer Schoenberg, el lirismo de Puccini y la precisión de Ravel y una serie de interrelaciones donde las músicas clásicas conviven con el pop de Elton John, el virtuosismo de Queen, el arte novedoso de Ligeti, y las observaciones y transformaciones de Berio. El todo se suma a la búsqueda concreta de integraciones populares y folklóricas dentro de una estilización ligada a una fértil búsqueda de las raíces del acervo occidental, desde la polifonía del siglo XIII hasta el jazz de nuestros días.

## Biografía

### Orígenes[1]
Hijo de Lorenzo Dante Anzolini y Lucila Wawzyniak, inmigrantes italiano (nacido en San Michele al Tagliamento, Friuli-Venezia Giulia) y chilena (nacida en Punta Arenas, Magallanes), el un carpintero con instrucción en Italia, luego devenido en transportista, ella una ama de casa que atendió una rotisería para sostener la familia. El Mo. Anzolini nació en el barrio Roma de la ciudad bonaerense de Berisso, en la Provincia de Buenos Aires, denominada por muchos como 'capital del inmigrante', dado que luego de la Segunda Guerra Mundial acogió a miles de emigrados de todo el mundo. En su primer hogar, la comunicación era en su mayoría conducida a través del dialecto frilulano de su padre con sus tíos, siendo el castellano un idioma secundario en los primeros 11 años de su vida. Su amplio espectro de intereses artísticos y científicos se debe tal vez a las facetas multiculturales, únicas, de su lugar de nacimiento. Al respecto de su impronta personal, la procedencia ética de su liderazgo se puede trazar hasta el origen del devenir de las enseñanzas diarias de sus padres, a quienes debe sus más profundas realizaciones.

### Comienzos[2]
Aunque sus progenitores no fueron músicos, tenían ambos una relación inefable con el arte sonoro. Su abuelo Luigi Anzolini fue organista y director de coros en Latisana, Provincia di Venezia, quien enseñó música a todos sus hijos, con la marcada excepción de Lorenzo, quien dijo no amar la música para poder escapar así de la anticuada -de alguna manera casi violenta- forma de enseñar de su padre. Proveniente de este amor reprimido por el arte sonoro, Lorenzo quiso enviar a su hijo a estudiar piano, mientras que Lucila, de apodo "Beba" estaba enamorada del sonido del violín así como presumía de ser una ávida lectora. Ambos sostuvieron un hogar humilde pero orgulloso de sus logros y de su conducta. A los 7 años, y luego de que sus padres hayan presenciado su aptitud para tocar sin haber sido instruído, el Mo. Anzolini ingresó en el Conservatorio Gilardo Gilardi, donde debido a su test de ingreso fue dirigido a estudios de violín y piano. Realizó entonces estudios sin tener instrumento propio, hasta los 11, cuando su abuela chilena Olga Mayorga de Wawzyniak le comprara su primer piano. Se graduó como Profesor Superior de Piano con un recital que incluyó la Sonata op 111 de Beethoven, la Fantasía cromática y fuga de J.S. Bach y las variaciones de Paganini de Johannes Brahms. En el mismo instituto, además estudió composición con Gerardo Gandini, debutando a los 15 años como pianista y compositor en un recital donde presentó sus cuatro preludios para piano. En su adolescencia pudo por primera vez leer el tratado de dirección de Hermann Scherchen, que fue el modelo teórico que adoptó para su preparación como director.

### Primeros trabajos, primeras composiciones
Fue violista y violinista en varias orquestas juveniles, estudió oboe, y percusión. A los 17 años fue profesor de música de la Escuela Normal de Berisso, donde fundó un coro que presentó sus arreglos para coro y conjunto instrumental de Astor Piazzolla. Había ya ganado fama como acompañante de cantantes e instrumentistas en su adolescencia, por lo que fue convocado para ser solista de Clave y Bajo Continuo por 10 años en la Orquesta de Cámara de la Plata. Asimismo fue director de coros, fundador del Coro Juvenil de la Universidad de La Plata (Argentina), que fue su primer proyecto y primera escuela ética en la dirección de grupos, y fue además Director Interino del Coro Lírico de Opera del Teatro Argentino de la misma ciudad. Cursó estudios de matemáticas en la Universidad Nacional de La Plata, cultivando además su pasión por la literatura internacional, la poesía romántica, la historia universal, la medicina natural y los idiomas. Su debut como director de orquesta fue a los 18 años, dirigiendo su propia música para orquesta como acompañamiento a la obra Pichrocole de Rabelais, en la Escuela de Teatro de La Plata.

### Primeros estudios de dirección
Cuando se sintió preparado para encarar estudios de dirección, luego de años tocando varios instrumentos en forma profesional, acompañando instrumentistas, preparando cantantes y dirigiendo coros, además de haber ya compuesto música instrumental y orquestal, el Mo. Anzolini decidió buscar una guía para su sueño de dirigir. Comenzó sus estudios de dirección orquestal en Argentina, en forma privada con el Mo. Mariano Drago Sijanec, de origen esloveno, egresado del Conservatorio de Praga, ex Director Artístico de la Orquesta del Teatro Argentino de La Plata, quien había creado la primera cátedra de dirección de orquesta en todo el continente sudamericano, y quien guió en sus primeros pasos al Maestro Carlos Kleiber, el Mo. Anzolini tuvo la honra de ser su último discípulo. Luego de su fallecimiento en noviembre de 1986, decidió emigrar para cursar estudios en los EE. UU. en la nombrada Yale School of Music.

### Estudios en Yale University (1987-1992)
Dante Santiago Anzolini estudió dirección orquestal (1987-1992) con el Mo. Eleazar de Carvalho en la Universidad de Yale, institución en la que recibió dos Másteres (1989, 1990) con las más altas calificaciones y el Doctorado en Artes Musicales (1997), siendo nombrado abanderado de la "Music School" para la entrega de títulos de 1989. En dicha universidad recibió el Premio Harriet Gibbs Fox Memorial (1988), la Beca Charles Ives (1988), la Beca Irving S. Gilmore (1989), el Premio Memorial Horatio Parker (1989) y el Premio del Decano (1990), otorgado a "el alumno más destacado de la promoción". Fue Director asociado del Yale Contemporary Ensemble (1990), donde trabajó en estrecha colaboración con el compositor Jacob Druckman, además de participar en clases magistrales con Lorin Maazel, Erich Leinsdorf, Kurt Sanderling, y Dennis Russel Davies. Su tesis doctoral versa sobre la "Organización Armónica de la Consagración de la Primavera de Igor Stravinsky". Durante sus estudios en dicha institución ofreció recitales como pianista y clavecinista, e integró la orquesta Yale Philharmonia como violista, pianista y percusionista.

### Tanglewood Summer Festival y Bonn (1992-1995)
Recibió el único premio concedido a un joven director de orquesta en el curso de verano de Tanglewood en 1992 .Llamado "C. D. Jackson Conducting Award" este premio fue concedido al único estudiante de dirección que no recibió inicialmente beca de estudios, siendo asistente del Mo. Dennis Russell Davies y dirigiendo tanto en la Semana de la Música Contemporánea como en la Serie de Música de Cámara. Los encuentros con John Harbison, compositor de enorme cultura y fabulosa inventiva, y con Dennis Davies, director de orquesta de enorme trayectoria, fueron una marca del Destino, un punto neurálgico en la vida artística de Anzolini. El maestro Davies, luego de llegar en retardo a un ensayo donde el joven director lo reemplazó, y luego de observarlo dirigir, le ofreció un puesto en la Oper der Stadt Bonn, Alemania, donde en 1993 fue nombrado "Solorepetitor mit Dirigierverphlichtung" de la Ópera de Bonn. En 1994, debutó en la Ópera de Bonn en una producción de Cavalleria Rusticana / Pagliacci puesta en escena por GianCarlo Del Mónaco. Otras producciones con la Ópera de Bonn fueron: La fanciulla del West y Tosca de Puccini, Les Contes de Hoffmann de Offenbach; Il Guarany de Gomes.

### Bern, Suiza y Klaipeda, Lituania (1995-1997) Inicio de su carrera europea.
En 1995 dirigió con gran éxito una nueva producción de La traviata en Klaipeda, Lituania, que recibió poco menos que media hora de aplauso de un público que consideró es presentación en legendaria. Además debutó en Berna, Suiza con Il Barbiere di Siviglia, y se convirtió en Kapellmeister (literalmente maestro de capilla, director estable) del Stadttheater Bern, donde dirigió Le Nozze di Figaro, Madama Butterfly, Der Zigeunerbaron, así como un ballet con músicas de Pájaro de Fuego de Stravinsky, Divertimento para cuerdas de Bartok y el Concierto para piano núm. 3 de Chaikovski. En el Stadttheater también dirigió con gran éxito ballets con música de Donizetti y Pergolesi,y un concierto con la Orquesta Sinfónica de Berna. En la misma época fue invitado a dirigir conciertos con las orquestas de Granada, Valencia y Gijón (España) con lo que su carrera europea dio inicio.

### Philip Glass, en Alemania, Portugal, Bélgica, Washington DC (1994-2015)[7][8][9]
En 1994 conoció a Philip Glass, tocando un recital de tres pianos en Stuttgart, junto con Dennis Russell Davies, quien fue la conexión entre Anzolini y el compositor. Ese fue el comienzo de muchas colaboraciones en varios continentes donde fue invitado a trabajar en varias producciones y conciertos. En 1998 el Mo. Anzolini preparó los cantantes, el coro y la orquesta de Lisboa para el estreno mundial de "o Corvo Branco" en la Exposición Universal de Portugal. En 1999 dirigió la segunda interpretación mundial de la Sinfonía No 5 llamada 'Coral' en el Festival de Flandes en Bruselas, Bélgica, con la Orquesta de la Radio Belga, y en 2000 participó en un proyecto de grabación del Réquiem con la Orquesta Sinfónica de la Radio de Viena. Anzolini también fue contratado por la Choral Arts Society de Washington D. C. para dirigir el estreno estadounidense de la Sinfonía Coral en el Kennedy Center en noviembre de 2001.

### Debuts en Francia e Italia
En 2002, Anzolini hizo su debut en Francia en la Opera du Rhein Archivado el 20 de febrero de 2022 en Wayback Machine. de Estrasburgo, dirigiendo "Akhnaten" de Philip Glass. Ese mismo año, Anzolini dirigió una aclamada producción de "Los siete pecados capitales" de Weill en el Teatro Massimo de Palermo, Italia, con la maravillosa Ute Lemper como solista, con coreografía por Micha Van Hoecke. El inesperado y exitoso debut de Anzolini en el Carnegie Hall en marzo de 2001, con la American Composers Orchestra, llegó en una llamada de último minuto. Contó con dos estrenos mundiales de Tani León y Jin Hi Kim, el estreno en Nueva York del Concierto de piano para la mano izquierda de Lukas Foss Con Leon Fleisher como solista y las Variaciones para orquesta de Schoenberg. La preparación para dicho concierto originó la primera y única versión para piano de la pieza orquestal de Arnold Schoenberg, que fue publicada por Belmont, y distribuida por Universal en todo el mundo.

### Docencia en Boston y Brasil 1998-2006
Dedicado además a la enseñanza musical a jóvenes estudiantes de orquesta, y a la preparación de los jóvenes directores, y cultivando la cultura orquestal para futuros músicos profesionales, ha sido Director Musical del Festival de Itú, Brasil, sucediendo a su guía y mentor Eleazar de Carvalho (1997-1999). Fue ganador del concurso para Director Musical de la Orquesta del Instituto de Tecnología de Massachusetts (1998-2006), donde transformó la orquesta en uno de los mejores ensambles juveniles de Boston, brindando los ballets rusos de Stravinsky, varias sinfonías de Mahler, y diversos estrenos mundiales.
Por decisión unánime del jurado de profesores de la institución, fue seleccionado como Director del Programa Orquestal del New England Conservatory (2002-2003), además de participar como Director invitado de la Youth Orchestra of the Americas (2011-2012). Ha ofrecido numerosas conferencias y máster classes sobre artes musicales, dirigidas en especial a los jóvenes en varios países.

### Su legado en MIT
Su legado en el MIT se compone de las primeras giras europeas de la orquesta en su historia (2001, 2003) y elogiadas actuaciones en las primeras audiciones en la historia de la orquesta de varias Sinfonías de Mahler, de los tres Ballets rusos de Stravinsky y la histórica rendición de la gran 4.ª Sinfonía de Ives, grabada en vivo, y varios estrenos de la música de John Harbison, entre una gran variedad de piezas. Con trabajo arduo y una hermosa relación con sus estudiantes, a quienes recuerda con especial consideración por su talento, inteligencia y honestidad, el Mo. Anzolini creó una orquesta que rivalizaba con las mejores orquestas de los conservatorios de Boston, aun cuando un reducido porcentaje de estudiantes eligió la música como principal estudio. Creó una orquesta de cámara de cuerdas con los mejores talentos del MIT, dando interpretaciones de alta calidad de piezas de Schoenberg, Stravinsky, Bartok, y otros clásicos del repertorio de cuerdas. En su año sabático de MIT, fue nombrado Director del Programa Orquestal en el Conservatorio de Nueva Inglaterra (2002), por decisión unánime de un jurado de profesores, creando por primera vez una nueva temporada con dos orquestas (Symphony y Philharmonia) en beneficio de todos los estudiantes que solo así pudieron participar de la orquesta como práctica continua. También fue profesor de dirección en el Festival Bang on a Can en Western Massachusetts (2004).

### Galardones internacionales, debut en Viena 2005-2007
En marzo del 2005 fue uno de los ocho directores elegidos de entre más de 220 concursantes para el "Conductors Preview" (la convención nacional de directores de orquesta de marzo del 2005) organizada por la Liga de Orquestas Sinfónicas Americanas (A.S.O.L. en siglas inglesas). Este premio le fue otorgado por su "talento, realizaciones y cualidades". El Mo. Anzolini debutó en la sala del Musikverein de Viena en septiembre de 2007 en concierto con el Orfeón Donostiarra del País Basco acompañado por la Sinfónica de Viena.

### Budapest, Hungary. Capetown, South Africa
Ha también dirigido la Orquesta Matav de Budapest, Hungría, en un programa de música de film (Bernstein, Gershwin y Nino Rota), con un enorme éxito de público y crítica. En septiembre de 2005 debutó en Sudáfrica dirigiendo la Orquesta MIAGI Festival en Johannesburgo y Ciudad del Cabo, en un programa que incluyó la última actuación con orquesta sinfónica de la legendaria cantante Miriam Makeba.                                                            

### Corto retorno a la Argentina 2008-2011
Fue Director Musical de la Orquesta del Teatro Argentino de La Plata -como su propio primer maestro de dirección, Mariano Drago Sijanec- donde pudo hacer crecer la orquesta a niveles artísticos inesperados, reconocidos por el público y la crítica. En ese escenario ofreció una gran cantidad de estrenos mundiales así como trabajó en las primeras versiones de pilares del repertorio que no habían sido estrenados por dicha orquesta hasta su llegada. Entre ellas, obras de Mahler, Stravinsky, y de Bela Bartok, así como funciones de "Il Trovatore"y "La Traviata" Fue galardonado como "Mejor Director de la Temporada 2006′′ por la Asociación de Críticos Musicales de la Argentina. Su compromiso con la creación de nuevas músicas se concretó en una llamada a compositores argentinos con piezas inéditas, evento organizado por el Teatro Argentino por primera vez en toda su historia, algunas de las cuales fueron estrenadas por dicha orquesta.

### Linz, Austria. 2004-2015
El Mo. Anzolini ha trabajado como Principal Director Invitado de la Opera de Linz, en Austria, donde dirigió anualmente producciones de ópera y ballet desde el 2004 a 2015, destacándose entre otros "Otello", "Rigoletto: y "Ballo in Maschera" de Giuseppe Verdi, el ballet Cinderella de Prokofiev, culminando con el gran suceso de la apertura de la temporada 2014-2015 con "Tosca" de Puccini, ampliamente elogiada por la crítica vienesa. En mayo de 2006 había ya dirigido la Bruckner Orchester Linz en una gira por Austria y Alemania (Dornbirn, Colonia, Stuttgart, y Duesseldorf). El programa incluyó la Cuarta Sinfonía de Bruckner (primera versión 1874) y el estreno europeo de la Octava Sinfonía de Philip Glass, recibiendo clamorosas respuestas del público y grandes elogios de la crítica. Más actuaciones la Bruckner Orchester Linz orquesta incluyen una visita a Noruega con la Primera Sinfonía de Mahler y el estreno del concierto de Jindrich Feld con MIchael Kofler, además del concierto de Ars Electrónica de 2012, donde su pieza Principio Passionis fue estrenada, en un programa que incluyó el concierto para piano y orquesta de Ligeti, con Maki Namekawa como solista.

### Metropolitan Opera 2008-2011
El debut del Mo. Anzolini en 2008 en el Metropolitan Opera de New York, a consecuencia de 'audicionar' al joven director en una representación de "Otello" de Giuseppe Verdi en Linz, Austria, fue una sorpresa que solo puede ser explicada por una combinación de eventos inefables y de factura desacostumbrada en la cultura del MET. Dicho debut, dirigiendo la ópera "Satyagraha" de Philip Glass ha sido considerado un extraordinario suceso de público y crítica, así como el más grande triunfo operístico de Philip Glass en New York, desde el memorable estreno de "Einstein on the Beach" en los años setenta. La maravillosa recepción de coro y orquesta a un director desconocido, así como el memorable trabajo realizado con los cantantes en compañía de Dennis Giauque, un espléndido músico preparador que asistió al Mo. Anzolini, puede solamente describirse como el pináculo de la primera parte de su carrera. Descrito como "imponente joven director" (New York Times, Anthony Tommasini), quien realizó un "espléndido" (New York Post, Clive Barnes) y "memorable" (Washington Post, Anne Midgette) debut, se resumen las palabras que han definido un estruendoso triunfo de la obra de Philip Glass. Una gran cantidad de artículos sobre la premiere en New York enfatizan un éxito único en la historia reciente del Metropolitan, donde más de 25.000 personas asistieron a las siete funciones, de las cuales las últimas tres quedaron sin localidades varios días antes de ser presentadas. Tal fue el suceso de estas presentaciones, que el propio Metropolitan invitó nuevamente al Mo. Anzolini a dirigir varias representaciones en 2011, con gran suceso de público.
La ópera Satyagraha, luego de haberse convertido en un triunfo operístico bajo la batuta del Mo. Anzonili en el año 2011; fue retransmitida en el año 2020 por la Metropolitan Opera Radio.

### Argentina, Alemania y Los Estados Unidos (2009-2013)
Debido a situaciones de extrema dificultad familiar, el Mo. Anzolini se vio obligado a permanecer en la Argentina durante un período en el cual las obligaciones familiares se tornaron ineludibles debido a la inesperada condición de su madre, quien luego de diversas angustiantes situaciones, falleció el 4 de mayo de 2012. En la misma época, sus actuaciones incluyen su debut en la Opera del Rhein con "Neither" de Feldman, con coreografía de Martin Schlaepfer, y varias giras de conciertos con la Youth Orchestra of the Americas en Perú y Ecuador (2011) Y México (2012). Al mismo tiempo, recibió invitaciones para dirigir la New Mexico Philharmonic en los Estados Unidos. Fue además llamado a actuar en las orquestas de Paraná (Brasil) y la Filarmónica de Montevideo (Uruguay).

### El Concurso de Besançon, debut en Torino y Milano. Suceso en WashingtonD.C. 2015
El Maestro Anzolini fue invitado a participar como jurado en el concurso de dirección de orquesta más antiguo y prestigioso del planeta. El trabajo consistió en desarrollar una sucesión de vuelos en enormes distancias: de París a Beijing, luego a Berlín y a París, luego a Montreal, y finalizar en Besançon donde tomó lugar la final. Inmediatamente después de este inesperado honor, tuvo su lugar el debut de Anzolini como director invitado al Teatro Regio di Torino, donde dirigió Akhnaten, opera de Philip Glass, con el coro y la orquesta de dicha institución, que además viajó a Milano, para ofrecer una actuación extra en dicha ciudad.. Fue además convocado a dirigir la premiere mundial de "Appomatox", una ópera de Philip Glass basada e historias de la guerra de sedición y la relación entre Martin Luther King y el presidente Lyndon B. Johnson. La dirección escénica de Tazewell Thompson creó un suceso extraordinario de público y crítica en la Washington National Opera.

### Presente: Orquesta Sinfónica de Guayaquil 2017[31]
Desde abril del 2017, tras vencer con voto unánime del jurado en una convocatoria a concurso internacional realizado por el Ministerio de Cultura y Patrimonio del Ecuador, la Dirección Artística de la Orquesta Sinfónica de Guayaquil (OSG) se encuentra a cargo del Maestro Dante Santiago Anzolini, Durante su gestión ha desplegado una intensa actividad con la OSG al crear eventos tales como el Festival Internacional "Music for the Planet"  en las Islas Galápagos, con la intención de unir música sinfónica de todos los estilos con la concientización de la protección del ambiente, en vista de la emergencia global por el calentamiento planetario. También creó el 'Festival de Música Interreligiosa' para unir los varios credos de Guayaquil a través de la presentación de sus diversas músicas en los templos de todos los distintos cultos que aceptaron la invitación.

### Estrenos, Luis Humberto Salgado, Joaquín Rodrigo
El Mo. Anzolini estrenó las sinfonías N.º 1 ("Andina'), N.º 2 (Sintética), No 3 (Rococó, ya estrenada en Quito, pero ahora revisada en su totalidad con los manuscritos del compositor) y N.º 8 del compositor Luis Humberto Salgado, además del Concierto para Violonchelo del mismo compositor, con Dennis Parker como solista. Produjo, corrigió y orquestó fragmentos de los manuscritos para dirigir el estreno mundial de la cantata "Azucena de Quito" del ilustre compositor español Joaquín Rodrigo, y dirigió los estrenos ecuatorianos de piezas de Mahler, Scriabin, Richard Strauss, Ravel, Hindemith, Bartok y Luciano Berio, entre otros. El Mo. Anzolini ha creado una nueva Orquesta Sinfónica Juvenil, que dirige desde octubre de 2018, con excepcionales resultados en conciertos que incluyen obras de Schubert, Vivaldi, Bizet y Copland, con la intención de ayudar al desarrollo técnico musical de los jóvenes sumando a una instrucción general de carácter humanístico. Finalmente, el Mo. Anzolini creó y dirige el Coro de la OSG, que ha participado en las óperas y en todos los estrenos nacionales de músicas escritas para ensambles sinfónico-corales.

### Star Wars
En su intención de promover la cultura orquestal a nivel popular, y dar a conocer el funcionamiento del ensamble a través de sus conciertos, el Mo. Anzolini ha organizado una gran cantidad de eventos donde expone la mecánica de la música dedicada al ensamble, contando entre ellos la presentación de la música de la saga "La Guerra de las Galaxias" donde se dan a conocer los detalles de orquestación de las piezas que integran la música de John Williams. Repitiendo un suceso inédito en la historia de la orquesta, el teatro repleto de público y mil personas fuera queriendo asistir a este evento, produjeron repeticiones no programadas del concierto.

### Opera y Ballet en Guayaquil
Durante su gestión, Mo. Anzolini ideó y realizó la producción y estreno de la ópera "La Bohème" de Puccini (2018) y la presentación de "La Traviata" de Verdi (2019). En ambas producciones contó con la inestimable ayuda del gran pianista y director Dennis Giauque. En “La Traviata", además de dirigir la orquesta, fue director de escena, preparador del coro, pianista acompañante y preparador, diseñador de luces, traductor del texto y redactor de las notas de programa. El inusitado éxito de la producción de Traviata ambientada en el Guayaquil de principios del Siglo XX, donde más de mil personas no pudieron ingresar a una sala ya repleta, motivó una presentación adicional, además del retorno popular del género a la ciudad. En el ámbito del Ballet, produjo el estreno ecuatoriano de "El Pájaro de Fuego", además del estreno guayaquileño de la "Consagración de la Primavera", ambas de Igor Stravinsky, más coreografías de "La Mer" de Debussy y "Noche Transfigurada" de Schoenberg.

### LA OSG en pandemia 2020
Durante la pandemia global, el Maestro Dante Santiago Anzolini lideró a la OSG para convertirse esta en la primera orquesta del continente sudamericano en iniciar conciertos en forma presencial, el 23 de julio de 2020 en la Iglesia Santuario de la Divina Misericordia de Guayaquil. La orquesta realizó 17 conciertos de una temporada creada para la emergencia del coronavirus, tocando varias piezas jamás ofrecidas con anterioridad en Guayaquil, y entre ellas, varios estrenos mundiales. La OSG fue la única orquesta ecuatoriana que ofreció un concierto con público para los 200 años de independencia de la ciudad de Guayaquil, el 9 de octubre de 2020, contando con la participación de seis cantantes nacionales de tres generaciones: Fresia Saavedra, Hilda Murillo, Beatriz Gil, Astrid Achi, Danilo Parra, y Jorge Luis del Hierro en un programa donde convivieron Giuseppe Verdi y George Handel con música nacional ecuatoriana.

### SOLCA
A partir del año 2020, con la llegada de la pandemia del COVID-19, el Mo. Anzolini, se propuso realizar actividades mediante la modalidad virtual, usando la plataforma ZOOM, dentro de dichas actividades nació el convenio de la Orquesta Sinfónica de Guayaquil con SOLCA (sociedad de lucha contra el cáncer - Guayaquil), del cual se recibió una respuesta positiva, logrando impartir clases de lectura y solfeo junto a músicos de la OSG; así mismo gestiono y consiguió la entrega de instrumentos como pianos y violines, a los niños asistentes.

## Compositor
Como compositor, ha escrito piezas para piano solo, para orquesta y para grupos de cámara, habiendo además realizado orquestaciones y arreglos de todo tipo de músicas desde su adolescencia. El Mo. Anzolini debutó como pianista y compositor a los 15 años, estrenando cuatro preludios de su autoría, influenciados por Ravel, Scriabin y Chopin. Su evolución continuó con diversas piezas para violín y piano, un triple concierto para violín, violonchelo y piano en estilo dodecafónico, culminando con su propia música orquestal escrita como acompañamiento para la obra Pichrocole de Rabelais. Todavía en sus comienzos escribió una sonata para viola y piano con fuertes influencias de Alban Berg. Luego de este periodo primero, sufrió un fuerte impasse de ausencia de composiciones hasta comienzos del 200 donde volvió a la composición a través de piezas compuestas para su hijo, alumno de piano en Boston. Actualmente está trabajando en su primera sinfonía, un concierto para violín y orquesta, y variaciones para Piano. Entre otras piezas ha compuesto un "Quaderno per Daniel", una colección de piezas dedicadas al estudio de la transposición, para jóvenes pianistas.
De su autoría, también un libro de 'etudes' virtuosísticos para piano. Su versión pianística de las Variaciones op. 31 de Arnold Schoenberg, la primera y única en la historia, ha sido publicada por Belmont y distribuida mundialmente por Universal Edition De Viena, y reciente- mente estrenada en Tokio por el pianista Hiroaki Ooi, en julio del 2015. "Preludium and Fugue Fantasies" vio su primer ejecución en Río de Janeiro, y ha sido grabada en Albuquerque, New México, en 2015. Entre sus piezas para instrumentos de cuerda, se encuentran su Sonata para Violín solo y una Suite para Violonchelo solo, que ha sido realizada en versión para viola sola. Además de las nombradas, ha escrito piezas similares para viola, oboe y trombón en carácter de solistas.
Su último estreno orquestal, la pieza "Faust" para Orquesta, coro, soprano, trío vocal, danza y conjunto de percusión, basada en textos de Goethe, Leopardi, G. Mistral y el llamado "epitafio de Seikilos", fue recibida con gran suceso en Guayaquil, Ecuador, en diciembre de 2019. Actualmente esta pieza está en período de revisión para su próximo estreno.

## Colaboraciones
El Mo. Anzolini ha acompañado artistas de la talla de Leon Fleisher, Francisco Araiza, Richard Croft, Robert Levin, Michael Kofler, Frank Morelli, Dennis Parker, David Shifrin, Miriam Makeba, Erick Friedman, Maki Namekawa, Noa Wildshut, Antonio Lotti, Giuseppe Naviglio, Lucia Naviglio, entre muchos otros grandes artistas. Ha trabajado y dirigido músicas de los compositores Philip Glass, John Harbison, Terry Riley, Osvaldo Golijov, Robert Beaser, Lisa Bielawa, Jacob Druckman, Oliver Knussen, Ezra Laderman, Tania León, Yehudy Wyner, Wim Mertens, Nicola Scardicchio, para nombrar solamente algunos. Ha además trabajado con los directores de escena Robert Wilson, Werner Herzog, Gian Carlo Del Monaco, Phelim McDermott, Tazewell Thompson, entre otros.